# Эстонский конституционный референдум (1933, октябрь)
Конституционный референдум был проведён в Эстонии в период между 14 и 16 октября 1933 года. После двух провальных проектов новой конституции, отклонённых на референдумах 1932 года и июня 1933, предложенный праворадикальными вапсами третий проект был принят 72,7 % избирателей при явке в 77,9 %.

## Результаты
| За или против                             | Голоса  | %    |
| ----------------------------------------- | ------- | ---- |
| За                                        | 416 879 | 72,7 |
| Против                                    | 156 891 | 27,3 |
| Недействительные/испорченные бюллетени    | 2 548   | -    |
| Всего                                     | 576 318 | 100  |
| Число зарегистрированных избирателей/явка | 739 416 | 77,9 |
| Источник: Nohlen & Stöver                 |         |      |

## Последствия
В связи с принятием новой конституции вводился институт главы государства с широкими полномочиями, число мест в парламенте уменьшалось до 50 человек, а его функции сводились к консультативным. Для того чтобы не допустить прихода к власти вапсов на предстоящих в 1934 году выборах, государственный старейшина Эстонии Константин Пятс провёл государственный переворот, завершившийся запретом всех политических партий, независимой прессы, демонстраций и забастовок, а также состоялось последнее заседание парламента, предзнаменовавшее начало «эпохи молчания», продлившейся вплоть до присоединения Эстонии к СССР.